# Rafael Ochoa Guzmán
Rafael Ochoa Guzmán es un profesor y político mexicano. Es senador de la República por el Partido Nueva Alianza. Es Ex Secretario General Ejecutivo del Sindicato Nacional de Trabajadores de la Educación (SNTE). 
Ha sido Diputado del Partido Revolucionario Institucional al cual renunciaría en Solidaridad a Elba Esther Gordillo quien sería expulsada del mismo. En 2006 fue elegido Senador por lista nacional para el período de 2006 a 2012, en 2007 solicitó licencia a su curul para dedicarse de lleno a sus actividades como Secretario General del SNTE. El martes 7 de septiembre de 2010 se reintegró a sus actividades legislativas como senador de la República.